# 엔리코 봄비에리
엔리코 봄비에리(이탈리아어: Enrico Bombieri, 1940년 11월 26일 - ) 박사는 이탈리아 밀라노에서 태어난 수학자이다. 그는, 정수론, 대수기하학, 해석학 분야에서 중요한 업적을 남겼다. 그 공로로 1974년에 필즈상을 수상하였다. 이탈리아 밀라노에 위치한 밀라노 대학교에서 박사학위를 받았다.
봄비에리의 정리는, 정수론의 큰 체 방법의 중요한 응용중의 하나로써, 디리클레 등차수열 정리를 더 확장시켰다.

## 학력
- 1957년~1963년: 밀라노 대학교 (박사)